# Alison Tierney

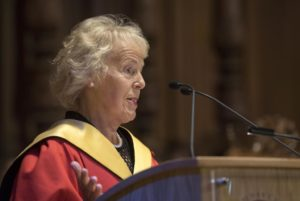
Alison Tierney

Alison Joan Tierney (geb. vor 1976) ist eine britische Pflegetheoretikerin, Professorin und Chefredakteurin des Journal of Advanced Nursing. Sie entwickelte 1976 gemeinsam mit den Pflegewissenschaftlern Nancy Roper, und Winifred Logan das Pflegemodell der Lebensaktivitäten, das als Grundlage der Pflegemodells Aktivitäten des täglichen Lebens nach Juchli diente und von Monika Krohwinkel weiterentwickelt wurde.

## Leben und Werk
Tierney war 1976 eine der ersten britischen Krankenschwestern die einen Doktorgrad erhielt und eine auf Forschung basierte akademische Karriere einschlug. Tierney erhielt einen personenbezogenen Lehrstuhl für Pflegeforschung an der University of Edinburgh und war Leiterin des dortigen Abteilung für Pflegeforschung. Sie arbeitete in Edinburgh mit der im Jahr 1919 geborenen Pflegewissenschaftlerin Annie Altschul zusammen, die sich während des Zweiten Weltkriegs der Pflege traumatisierter Soldaten zugewandt und sich anschließend intensiv mit psychiatrischer Pflege beschäftigt hatte.
Tierney wechselte an die University of Adelaide in Australien als Professorin und Leiterin der Fakultät für klinische Pflegeforschung sowie als Leiterin des South Australian Centre of the Joanna Briggs Institute am Royal Adelaide Hospital. Tiersey vertrat von 1990 bis 1997 das britische Royal College of Nursing in der Workgroup of European Nurse Researchers=WENR (engl. für Europäische Arbeitsgruppe der Pflegeforscher) Seit 2003 ist sie Chefredakteurin des Journal of Advanced Nursing. Sie ist der University of Adelaide noch im Rahmen einer außerordentlichen Professur verbunden.
Für ihre Leistungen auf dem Gebiet der Pflegeforschung und -bildung erhielt sie 2002 den CBE.
Die Schwesternschule der Universität Heidelberg implementierte bereits ab 1953 Pflegetheorien aus den USA und dem UK, so auch die Pflegetheorie von Roper, Logan, Tierney.

## Veröffentlichungen (Auswahl)
- mit Nancy Roper, Winifred W. Logan: Elements of Nursing. Churchill Livingstone, 1980, ISBN 0-443-02198-8 (englisch).
- mit Nancy Roper, Winifred W. Logan: Learning to Use the Process of Nursing. Churchill Livingstone, 1981, ISBN 0-443-02234-8 (englisch).
- Nurses and the Mentally Handicapped. Scutari Press, 1983, ISBN 0-471-26040-1 (englisch).
- Clinical Nursing Practice. Churchill Livingstone, 1986, ISBN 0-443-02498-7 (englisch).
- mit Nancy Roper, Winifred W. Logan: The Roper-Logan-Tierney Model of Nursing based on Activities of Living. Elsevier Health Sciences, 2000, ISBN 0-443-06373-7 (englisch, (aktuelle Auflage/dt. Das Roper-Logan-Tierney-Modell. Basierend auf Lebensaktivitäten)).